# Dumitru Pârvulescu
Pour les articles homonymes, voir Pârvulescu.
Dumitru Pârvulescu ('ancienne orthographe :Dumitru Pîrvulescu') était un lutteur gréco-romain roumain né le 7 mars 1933 à Lugoj et décédé le 9 avril 2007. Parmi les principaux titres de sa carrière, il a remporté le titre olympique dans la catégorie des -52 kg aux Jeux de Rome en 1960 et la médaille de bronze quatre ans plus tard aux Jeux de Tokyo.

## Palmarès
- Médaille d'or des Jeux olympiques d'été de 1960 à Rome, catégorie -52 kg
- Médaille de bronze des Jeux olympiques d'été de 1964 à Tokyo, catégorie -52 kg